# 고스기역 (이미즈시)
고스기역(일본어: 小杉駅, こすぎえき)은 일본 도야마현 이미즈시에 있는 서일본 여객철도의 철도역이다.

## 역 구조
2면 3선 구조의 지상역이다. 두 승강장과 남쪽 출구는 구름다리로 이어져 있다. 단식 구조인 1번 승강장 쪽에는 북쪽 개찰구가 있으며, 섬식 승강장 쪽에는 남쪽 개찰구가 있다. 역장실, 초록 창구 등은 북쪽 출구 쪽에 있다.
북쪽 출구는 서일본 여객철도가 직접 운영하지만, 남쪽 출구는 "JR 고스기 역 서비스 센터 운영진흥회"가 대신 영업하고 있다. 또, 건물 안에는 이미즈 시청에서 만든 행정 서비스 코너가 있다.

### 승강장
| 1   | ■ 아이노카제토야마 철도선 | 도야마 · 우오즈 방면     |
| 2·3 | ■ 아이노카제토야마 철도선 | 다카오카 · 가나자와 방면 |

1·3번 승강장이 주로 사용되며, 2번 승강장은 상행선 열차가 특급의 대피를 위해 사용하는 곳이다.

## 역세권 정보
- 도야마 현립대학
- 도야마 복지 단기대학

## 역사
- 1899년 3월 20일: 관설철도 (뒷날의 일본국유철도) 호쿠리쿠 본선 다카오카 역 ~ 도야마 역 구간의 개통과 동시에 개업.
- 1987년 4월 1일: 민영화에 따라 서일본 여객철도 및 일본화물철도의 소속이 되었다.
- 1996년 7월 25일: 일본여객철도의 철도역 업무가 종료, 폐지.
- 2015년
  - 3월 14일 호쿠리쿠 신칸센의 연장 개통으로 아이노카제토야마 철도로 소속이 이관되었다.
  - 3월 26일: ICOCA 도입.

## 인접역
| 아이노카제토야마 철도 ■ 아이노카제토야마 철도선 | 아이노카제토야마 철도 ■ 아이노카제토야마 철도선 | 아이노카제토야마 철도 ■ 아이노카제토야마 철도선 |
| ----------------------------------------------- | ----------------------------------------------- | ----------------------------------------------- |
| 다카오카 가나자와 방면                          | 아이노카제 라이너                               | 도야마 도마리 방면                              |
| 엣추다이몬 가나자와 방면                        | 보통                                            | 구레하 도야마 방면                              |